# Orélie Antoine de Tounens
Orélie Antoine de Tounens (nacido Antoine Tounens y en español usualmente citado como Orelio Antonio;Chourgnac, 12 de mayo de 1825-Tourtoirac, 17 de septiembre de 1878) fue un procurador del Tribunal de primera instancia de Périgueux y un aventurero francés conocido por autoproclamarse Rey de la Araucanía y la Patagonia, un estado por él creado, afirmando que las regiones de la Araucanía y la Patagonia oriental no necesitaban depender de ningún otro estado. Tounens fue arrestado el 5 de enero de 1862 por las autoridades chilenas, fue encarcelado y declarado loco por un juicio del tribunal de Santiago del 2 de septiembre de 1862 y fue expulsado a Francia el 28 de octubre de ese año. Más tarde, en tres oportunidades, Antoine de Tounens intentó regresar a la Araucanía para reclamar su reino, pero fue expulsado en la totalidad de las oportunidades.

## Biografía

### Orígenes
Nació en La Chaise, un pueblo de la comuna de Chourgnac, en la Dordoña el 12 de mayo de 1825. Fue el octavo hijo de los campesinos Jean Tounens (1781-1862) y Catherine Jardon. 
Desde 1851, fue procurador del tribunal de primera instancia de Périgueux. En 1854, ingresó a la masonería de Périgueux. En esa época, comenzó la lectura de libros de viajeros con la ilusión de emular esas aventuras y la idea de «reunir las repúblicas hispanoamericanas bajo el nombre de una confederación monárquica constitucional dividida en diecisiete estados».

### Llegada a Chile

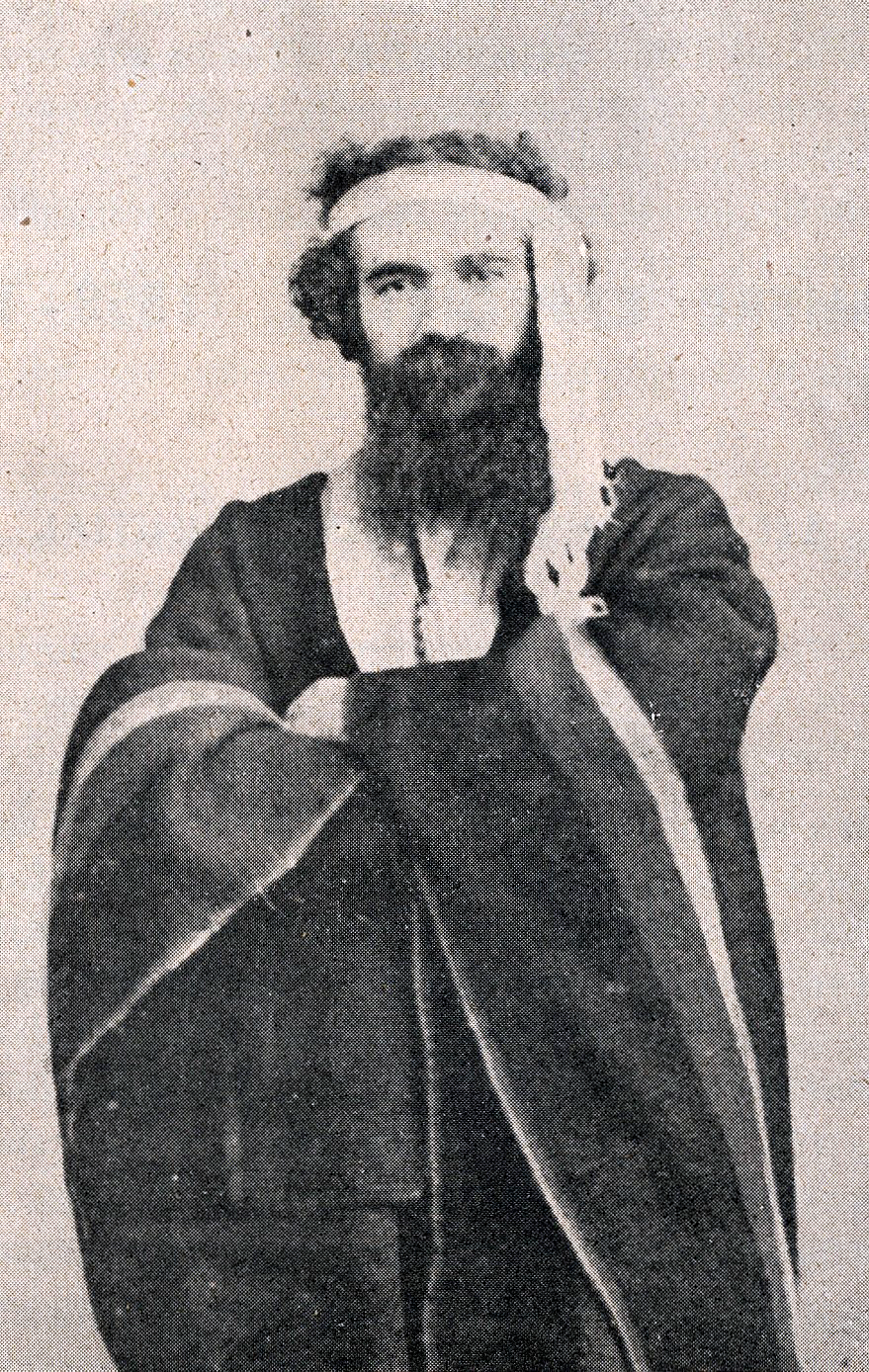
Tounens vestido de mapuche.

En 1858, Antoine de Tounens, después de ser influenciado por el libro La Araucana por Alonso de Ercilla, decidió ir a Araucanía para fundar un reino, a pesar de que dicho libro menciona que Chile no ha sido "Por rey jamás regido, ni a extranjero dominio sometido".
Con treinta y tres años, Tounens desembarcó en el puerto de Coquimbo el 22 de agosto de 1858. Tounens se estableció en Valparaíso, donde aprendió el idioma español, además de relacionarse con las logias masónicas del puerto y Santiago, y después se dirigió a la zona de la Araucanía desde el puerto de Valdivia. Allí se contactó con el lonco Quilapán, al que sugirió la idea de fundar un Estado para el pueblo mapuche con la promesa de lograr apoyo diplomático francés para los mapuches durante la época final de la Guerra de Arauco. Su propósito era, según aseguraba en su correspondencia, «civilizar a los araucanos».
Quilapán permitió el ingreso de Tounens a sus tierras, cuyo paso estaba prohibido para los huincas (extranjeros),  el 17 de noviembre de 1860.

### Proclamación del reino de la Araucanía y de la Patagonia

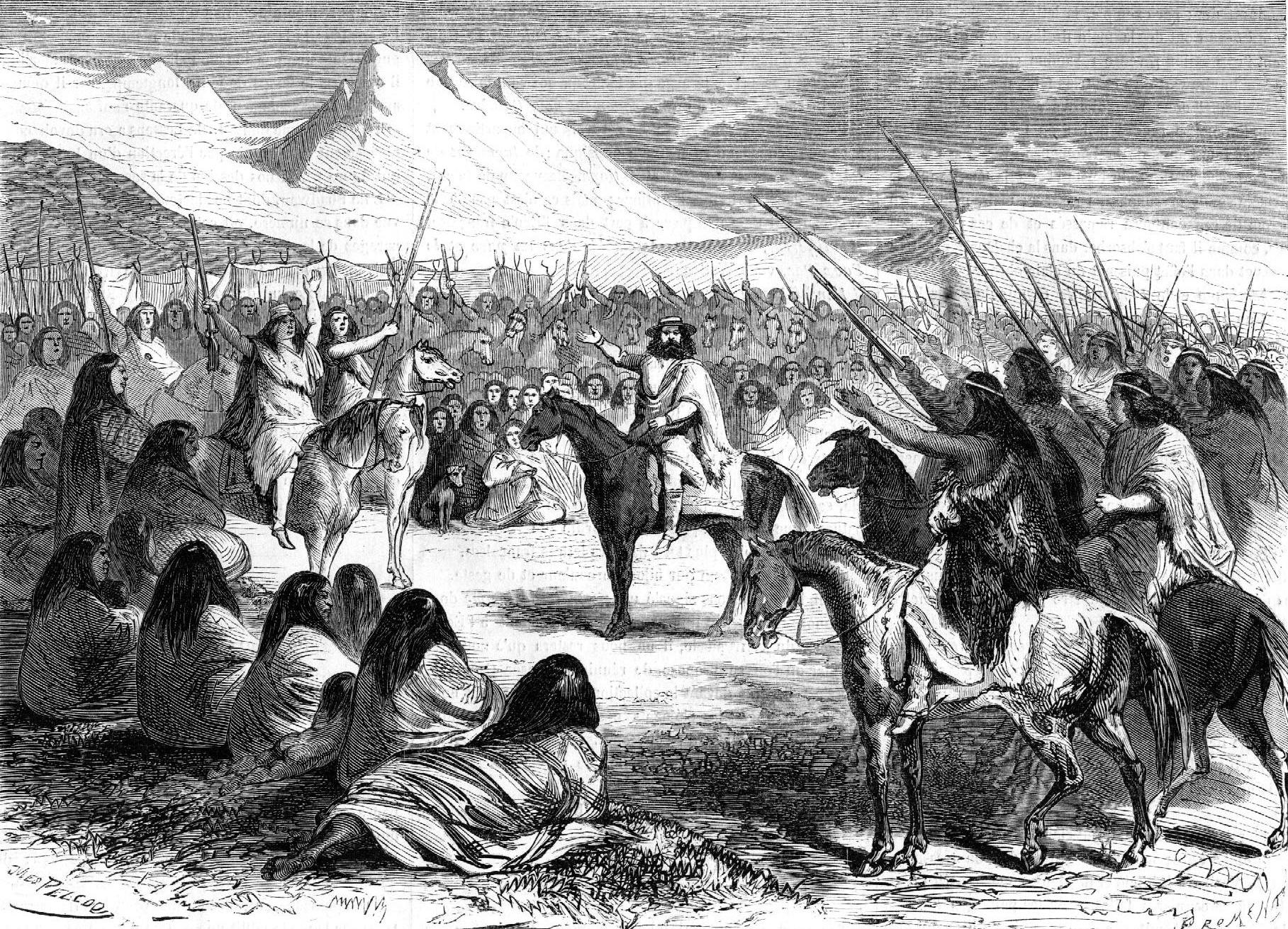
Orélie Antoine de Tounens aclamado por los jefes mapuches.

El 17 de noviembre de 1860, por un decreto redactado por él mismo, Antoine de Tounens afirmó que las regiones de la Araucanía y la Patagonia oriental no necesitaban depender de ningún otro estado y fundó el Reino de la Araucanía, del que se proclamó soberano con el nombre de Orélie Antoine I. El 20 de noviembre de 1860, de Tounens decidió anexar los territorios de la Patagonia al pretendido reino, fijando sus fronteras en los ríos Biobío (en Chile) y Negro (en Argentina) por el norte, el océano Pacífico por el oeste, el océano Atlántico por el este y el estrecho de Magallanes por el sur.
Las fuentes históricas, escasas, aseguran que tuvo cierto contacto con algunas autoridades del pueblo mapuche, si bien el sedicente rey nunca tuvo el control de ningún punto del territorio. Las autoridades tradicionales mapuches continuaron en funciones, no se alteraron las costumbres y el estado nunca llegó a establecerse. De Tounens fue aceptado por la comunidad, en especial por Quilapán, como un extranjero capaz de lograr el apoyo de una potencia europea; no hay indicios de que lo reconociera como soberano, si bien siguió algunos de sus consejos y le permitió usar el título de rey.
Los mapuches conocidos como abajinos, gente de los llanos del Valle Central, entre los ríos Biobío y Toltén, nunca reconocieron a Tounens y lo denunciaron ante Saavedra.
Tounens viajó a Valparaíso para dar a conocer su reino al gobierno de Chile, en aquel entonces bajo la presidencia de Manuel Montt, quien no reconoció el nuevo Estado. Después de regresar a la Araucanía, el gobierno chileno bajo el mandato del nuevo presidente José Joaquín Pérez ordenó la búsqueda y arresto de Orélie Antoine, bajo los cargos de perturbación al orden público. Uno de sus acompañantes, criollo y probablemente miembro del ejército chileno, lo entregó a orillas del río Malleco, en enero de 1862, siendo trasladado a Nacimiento y luego a Los Ángeles.

### Secuestro, juicio y expulsión
Los proyectos independentistas llegaron a oídos del presidente de la República de Chile, José Joaquín Pérez, quien instruyó a las reparticiones estatales la orden de encontrar a Tounens y apresarlo. Fue traicionado y entregado a la policía chilena por uno de sus colaboradores chilenos —llamado Juan Bautista Rosales, cabo segundo del regimiento de Nacimiento— el 5 de enero de 1862 y enjuiciado por el comandante local; Manuel A. Faes.
El 7 de enero, fue trasladado a Los Ángeles, donde fue interrogado por el intendente de Arauco, el coronel Cornelio Saavedra Rodríguez. Durante el juicio, enfermó de disentería y se le cayó el cabello. Acusado por perturbar el orden público, fue condenado en primera instancia a diez años de cárcel.
Pensando en su posible muerte, Tounens escribió su testamento con estas palabras: «Considerando que, en previsión de nuestro fallecimiento, debemos determinar desde ya los derechos a nuestra sucesión; y en tal virtud instituimos como nuestros sucesores a la corona de Araucanía y Patagonia a Jean de Tounens, nuestro padre bien amado».
Antoine de Tounens fue juzgado loco por un fallo de la corte de Santiago del 2 de septiembre de 1862 y  expulsado a Francia el 28 de octubre de 1862.

### Regreso a Francia y últimos años
En Europa, Tounens promocionó su aventura, siendo apoyado por algunos empresarios para financiar un segundo viaje, realizado a fines de 1869. Sin embargo, durante aquellos años, el gobierno chileno había realizado maniobras militares en el territorio para incorporarlo a la República, por lo que Tounens no fue recibido con el apoyo anterior, debiendo huir a Buenos Aires. Se supone que en esta ocasión arribó con un navío cargado con armas y algunos pertrechos militares.
Tounens se mantuvo desafiante y publicó sus memorias en 1863. Pasó seis años en Francia realizando propaganda de sus acciones en la Araucanía y así obtuvo recursos para una segunda etapa de su reino. Con la ayuda de un tal M. Planchu, regresó a Chile a fines de 1869.
A su regreso a la Araucanía, la situación había cambiado: en sus nueve años de ausencia, el Estado de Chile había empezado la colonización del territorio y el dominio sobre los mapuches. Con sus fuerzas reducidas, además de la nula fuerza del rey para enfrentarse al ejército chileno, los jefes indígenas hicieron imposible realizar su idea.
Al saber que el coronel Saavedra había puesto precio a su cabeza, dejó Chile en 1871 con destino a Buenos Aires, adonde llegó en julio de ese año. Regresó a Francia al año siguiente.
A su regreso a Francia, publicó un segundo conjunto de sus memorias.
Tounens intentó regresar a La Araucanía en dos ocasiones más, en 1874 y en 1876, solo llegando a Argentina, siendo forzado a regresar a Europa.
Tounens murió en la miseria el 17 de septiembre de 1878 en Tourtoirac, Francia. La municipalidad de esa comuna colocó la siguiente lápida sobre su tumba: Ici repose De Tounens Antoine Orllie I.er roi d'Araucanie et de Patagonie Dc à Tourtoirac le 17 7bre 1878 ('Aquí reposa De Tounens Antoine Orllie [sic] 1.er Rey de Araucanía y de Patagonia Muerto en Tourtoirac el 17 de septiembre de 1878').

## Pretendientes al trono de Araucanía y Patagonia después de Antoine de Tounens
El 28 de agosto de 1873, el tribunal de París dictaminó que Antoine de Tounens, conocido como "rey de Araucanía y Patagonia" no justificó su condición de soberano.
Antoine de Tounens no tuvo hijos, pero desde su muerte en 1878, ciudadanos franceses sin ninguna relación familiar con él se declaran pretendientes al trono de la Araucanía y la Patagonia sin que quede claro si los aborígenes mapuches aceptan o están informados.
En 1882, tres años y medio después de la muerte de Antoine de Tounens, un francés llamado Achille Laviarde declaró que Antoine de Tounens lo había nombrado heredero del trono de Araucanía por  un testamento. Achille Laviarde  se declaró rey de Araucanía bajo el nombre de Aquiles I.
Los pretendientes al trono de Araucanía y la Patagonia son designados como soberanos de fantasía, "teniendo solo pretensiones imaginarias de un reino sin existencia legal y sin reconocimiento internacional".

## Representaciones culturales
En 1986, se estrenó el filme argentino La película del rey, dirigido por Carlos Sorín, una variación sobre la historia de Orélie Antoine de Tounens. La cinta relata un intento anterior de realizar el filme sobre la historia, con base en la experiencia de quienes colaboraron con el frustrado realizador del film.
En 2017 se estrenó en Chile el largometraje Rey en el Festival Internacional de Cine de Valdivia, con la dirección de Niles Atallah y la actuación principal de Rodrigo Lisboa y Claudio Riveros. El director quiso plasmar en la película la contraposición entre la historia real y la ficción que rodea a este personaje con técnicas experimentales de edición, así mismo contar la historia de Orèlie Antoine, el Estado de Chile y los mapuches independientes durante la época de la Ocupación de la Araucanía. Destaca  el uso del mapudungún y la participación del tesoro humano vivo Lorenzo Aillapán, conocido como "hombre pájaro" o "ünümche".